# Fort Western
Le Fort Western était un avant-poste colonial, avec une palissade en bois, construit en 1754 près de la rive de la rivière Kennebec. Il ne fut jamais attaqué ; il est situé dans la ville d'Augusta dans l'État du Maine, États-Unis.

## Histoire
L'endroit était connu par son nom amérindien, Cushnoc (ou Coussinoc ou Koussinoc), signifiant « tête de marée ». La région a été explorée par la colonie Popham en 1607. Elle fut habitée par les colons anglais de la colonie de Plymouth en 1629 comme un poste de traite sur la rivière Kennebec. Le commerce de fourrure a d'abord été profitable, mais avec des soulèvements amérindiens et une baisse de revenus, la colonie de Plymouth a vendu le brevet de Kennebec en 1661. Le site de Cushnoc resta inoccupée durant plusieurs années. Le fort Western fut construit en 1754-1755 au début de la guerre de Sept Ans. La construction a été réalisée par le major John Winslow. Le fort fut construit pour empêcher les Canadiens et leurs alliés amérindiens de se servir de la vallée de la rivière Kennebec pour attaquer leurs établissements.

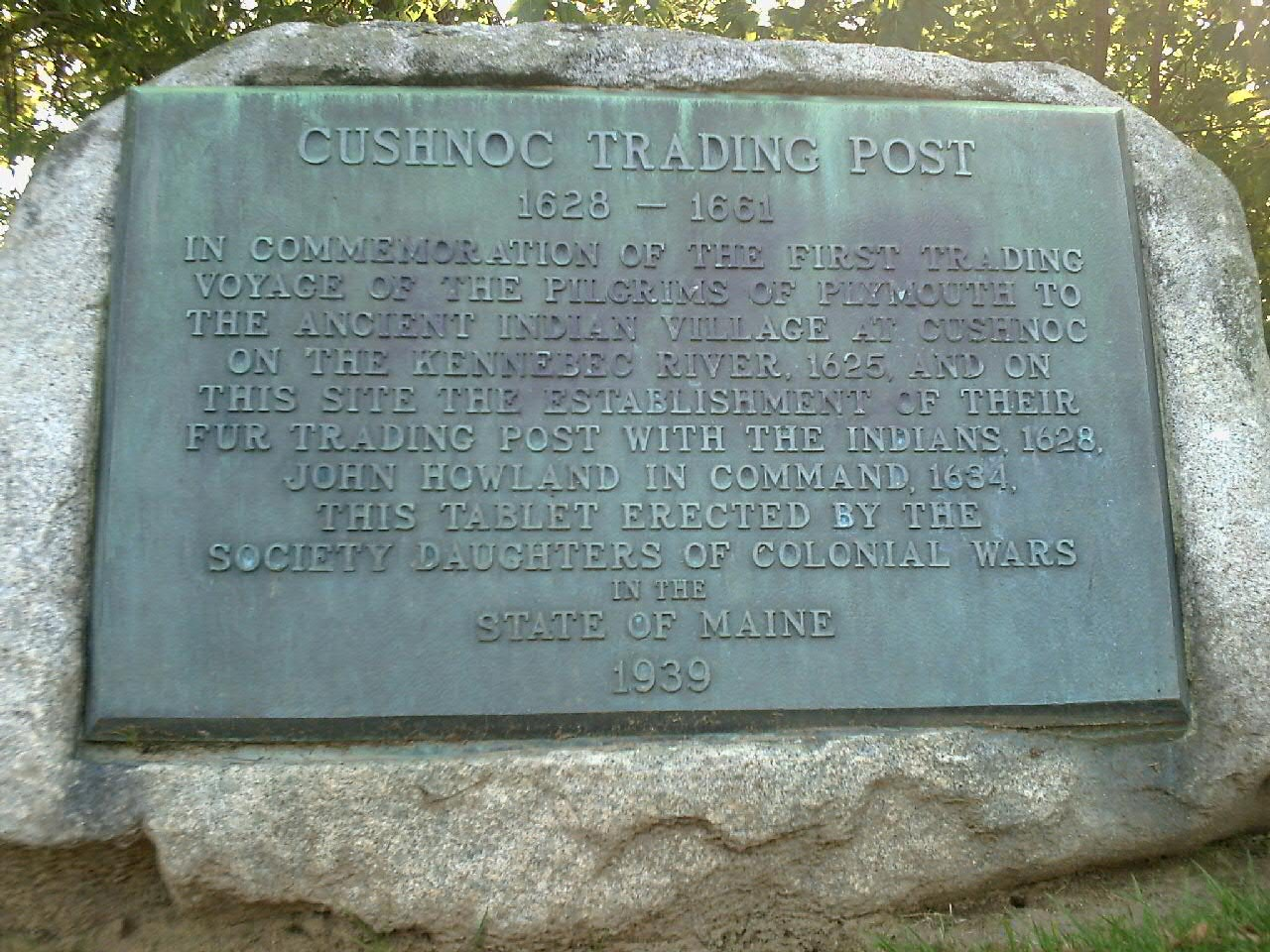
Plaque commémorative du post de traite Cushnoc 1628-1661, Maine
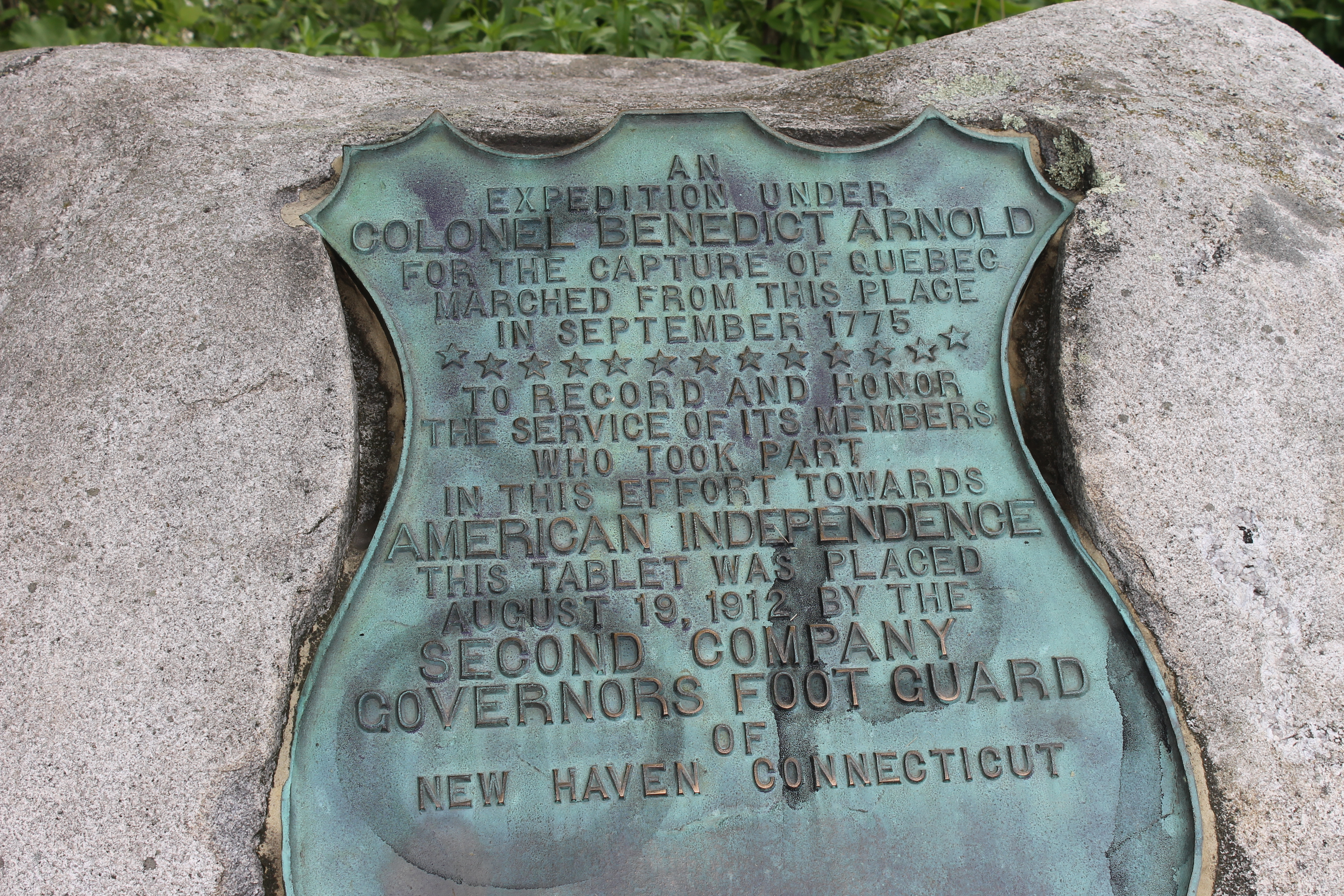
Plaque commémorative de l'Expédition de Benedict Arnold au Québec au Fort Western, ME.
Bâtiment principal en 1936
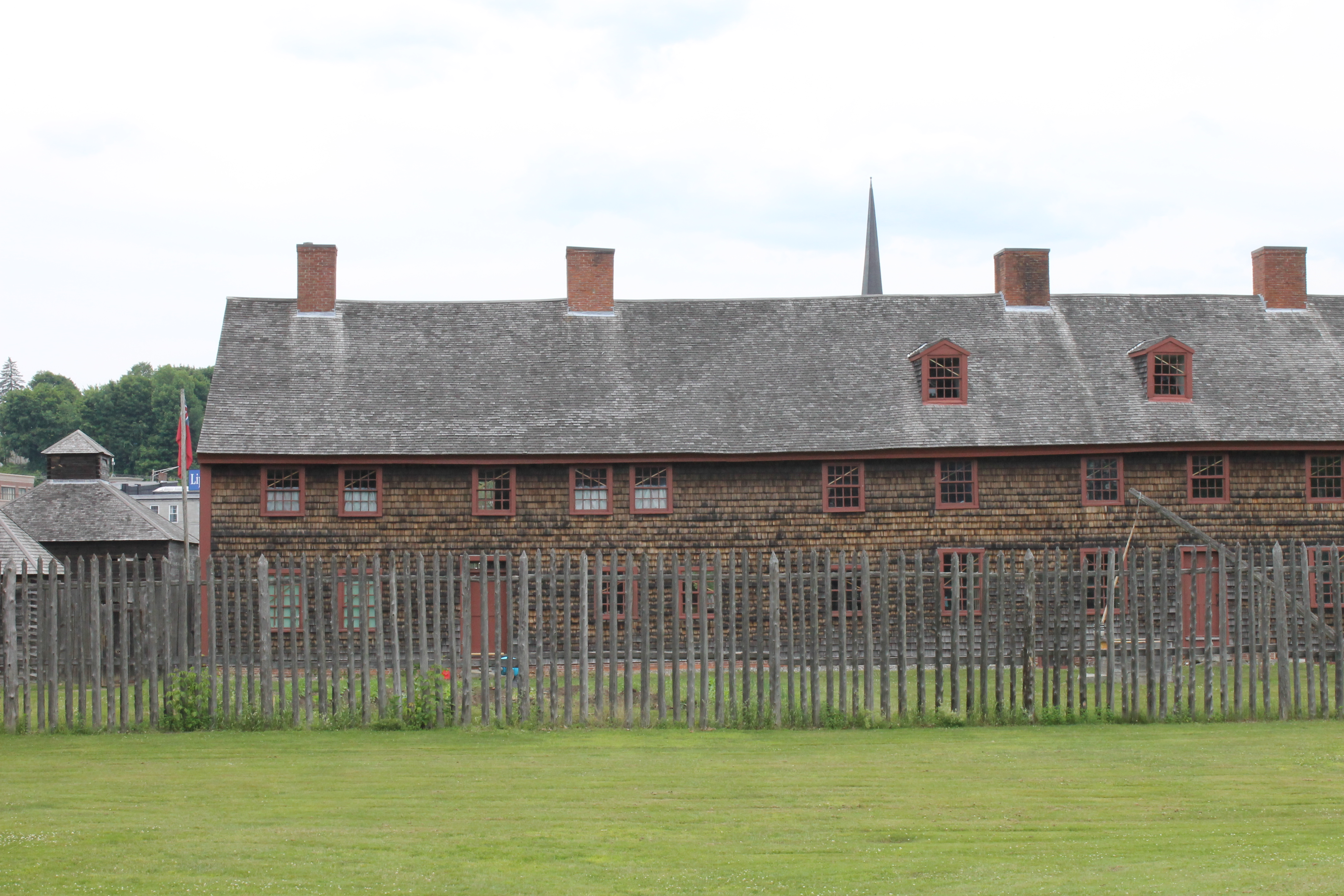
Restoration du Fort Western, Augusta Maine.